# Tuffi ai campionati europei di nuoto 2016 - Squadra mista
La gara a squadre dei tuffi ai Campionati europei di nuoto 2016 si è svolta il 9 maggio 2016 e vi hanno preso parte 10 coppie miste di atleti.

## Medaglie
| Posizione | Atleti                                 | Paese         |
| --------- | -------------------------------------- | ------------- |
| Oro       | Nadežda Bažina Viktor Minibaev         | Russia        |
| Argento   | Julija Prokopčuk Oleksandr Horškovozov | Ucraina       |
| Bronzo    | Georgia Ward Matthew Lee               | Gran Bretagna |

## Risultati
| Pos. | Atleti                                 | Nazionalità   | Finale | Finale |
| Pos. | Atleti                                 | Nazionalità   | Punti  | Pos.   |
| ---- | -------------------------------------- | ------------- | ------ | ------ |
|      | Nadežda Bažina Viktor Minibaev         | Russia        | 413.30 | 1      |
|      | Julija Prokopčuk Oleksandr Horškovozov | Ucraina       | 396.40 | 2      |
|      | Georgia Ward Matthew Lee               | Gran Bretagna | 353.85 | 3      |
| 4    | Alëna Chamul'kina Vadzim Kaptur        | Bielorussia   | 332.70 | 4      |
| 5    | Laura Marino Matthieu Rosset           | Francia       | 329.85 | 5      |
| 6    | Maria Kurjo Patrick Hausding           | Germania      | 328.70 | 6      |
| 7    | Ellen Ek Jesper Tolvers                | Svezia        | 315.80 | 7      |
| 8    | Noemi Batki Michele Benedetti          | Italia        | 302.85 | 8      |
| 9    | Mara Aiacoboae Alin Rontu              | Romania       | 288.45 | 9      |
| 10   | Celine van Duijn Joey van Etten        | Paesi Bassi   | 262.45 | 10     |